# Хоккейные перчатки
Хоккейные перчатки (кра́ги) — элемент защитной экипировки хоккеиста.
Представляют собой особые перчатки, защищающие кисти рук, кистевые суставы и нижнюю часть предплечий игрока при ударах клюшкой по рукам, попаданиях шайбы и в других подобных случаях. Особенности конструкции хоккейных краг таковы, что они обеспечивают максимальную степень подвижности суставов верхних конечностей для обеспечения эффективной работы клюшкой.

## История
Первые хоккейные краги появились в начале 1880-х. Это были утепленные мехом, кожаные перчатки. Они защищали больше от холода, но могли смягчить незначительные удары по рукам или защищали при падениях на лёд.
Первое усовершенствование произошло в 1931 году. После полученного игроком «Монреаль Марунз» Бэйбом Зибертом перелома пальца на руке, тренер Билл О'Брайен положил рожок для обуви в его крагу для защиты травмированного пальца. Находка тренера натолкнула производителей на мысль об усовершенствовании конструкции.
А в 1988 году произошло эпохальное событие. Хоккеисты НХЛ начали использовать перчатки с укороченной манжетой. Они объясняли это тем, что перчатки, заканчивающиеся на запястье, а не продолжающиеся ещё на несколько дюймов до предплечья, позволяют эффективнее бросать с кистей и свободнее владеть клюшкой. Постепенно перчатки с короткой манжетой полностью вытеснили с рынка своих, более безопасных, но менее удобных, конкурентов.

## Основные элементы конструкции перчаток
1. Защитные пластины, изготовленные из многослойных искусственных материалов, обеспечивающие  эффективное поглощение энергии при ударах. Располагаются по всей внешней поверхности кисти. Имеют различную форму и особенности взаимного расположения в зависимости от конкретной модели.
2. Вставка-усилитель большого пальца — играет роль как защиты от ударов, так и предотвращает возможность вывиха или перелома костей пальца.
3. Защитная манжета — для защиты нижней части предплечья и кистевого сустава.
4. Ладони или «ладошки». Изготавливаются из мягких, но прочных материалов (как правило это натуральная или искусственная кожа или их сочетание), обеспечивают удобство обхвата клюшки и стойкость к протиранию при интенсивной эксплуатации. Бывают, в зависимости от модели, однослойные и многослойные.

В зависимости от материалов и конструктивных элементов хоккейные краги делятся на профессиональные и любительские. Большинство моделей профессионального уровня обладают меньшим, по сравнению с любительскими, весом, высокой степенью защиты и повышенным комфортом при эксплуатации, а также прочностью, что обуславливает их стойкость к продолжительным нагрузкам различного характера.

## Популярные бренды
- Easton (США)
- Bauer (США)
- CCM (Канада)